# Voyeurist
Voyeurist es el noveno álbum de estudio de la banda de metalcore Underoath lanzado el 14 de enero de 2022, por Fearless Records. Es su primer álbum en cuatro años después de Erase Me (2018), marcando la brecha más larga entre dos álbumes de estudio en la carrera de la banda sin separarse. Originalmente se planeaba a lanzarse a finales de 2021, pero tuvo retraso de tres meses debido a la falta la producción de vinilos. Este fue el último álbum con el guitarrista James Smith quien fue despedido la banda en marzo de 2023.

## Antecedentes
El 14 de julio de 2021, la banda lanzó "Damn Excuses", el sencillo principal del álbum. El 4 de agosto de 2021, la banda lanzó el segundo sencillo del álbum, "Hallelujah".
El 22 de septiembre de 2021, la banda lanzó el tercer sencillo "Pneumonia" y reveló que fue escrito exactamente un año antes del lanzamiento. El sencillo es el final de siete minutos del álbum y se inspiró en parte en el fallecimiento del padre del guitarrista Tim McTague. A esto le siguieron dos sencillos más, "Cycle" con Ghostemane, lanzado el 27 de octubre de 2021, y "Numb", lanzado el 8 de diciembre de 2021, este último descrito como "una versión adulta de algo de su álbum They're Only Chasing Safety (2004)".
La banda describió el álbum como "violencia de alta definición", con un sonido "tecnológicamente avanzado, pero innegablemente visceral". El guitarrista Timothy McTague declaró: "Siempre quise grabar nuestro propio álbum. Creo que solo necesitábamos entrar personalmente en un espacio mental que permitiera que la crítica y la crítica aterrizaran de una manera productiva y constructiva. Crecimos mucho en tiempo real y creo que el disco habla de ese crecimiento y colaboración. Nunca me había sentido tan apegado a un proyecto en mi vida".

## Lanzamiento y promoción
El álbum se interpretó en vivo en su totalidad en un concierto de transmisión en vivo titulado "Voyeurist: Digital Ghost", el 3 de diciembre de 2021. Se elegiría a un asistente para recibir un paquete de premios Underoath que incluye una edición de vinilo de Voyeurist, junto con tres de sus álbumes anteriores, They're Only Chasing Safety (2004), Define the Great Line (2006) y Lost in the Sound of Separation (2008) en vinilo como parte de Underoath: Observatory boxset, que lleva el nombre de una serie de transmisión en vivo de esos tres álbumes realizados en su totalidad en 2020.
Underoath se embarcará en una gira por América del Norte en apoyo del álbum, con Every Time I Die y Spiritbox, de febrero a marzo. El vocalista Spencer Chamberlain declaró sobre la gira: "Hubo un momento durante la pandemia de COVID-19 en el que no sabía si alguna vez volveríamos a salir de gira. Me sentaba por la noche y trataba de envolver mi cerebro alrededor de un mundo sin música en vivo y nunca pude digerir ese pensamiento. Dicho esto, no podríamos pensar en una mejor manera de volver a la gira que con nuestros amigos Every Time I Die y Spiritbox. Nuestro pensamiento es si somos voy a hacer esto, ¡hagámoslo!"

## Lista de canciones
Todas las canciones escritas y realizadas por Underoath.

| N.º | Título                                                | Duración |  |
| 1.  | «Damn Excuses»                                        | 2:37     |  |
| 2.  | «Halleljuah»                                          | 3:01     |  |
| 3.  | «I'm Pretty Sure I'm Out of Luck and Have No Friends» | 3:45     |  |
| 4.  | «Cycle» (con Ghostemane)                              | 4:13     |  |
| 5.  | «Thorn»                                               | 4:36     |  |
| 6.  | «(No Oasis)»                                          | 2:49     |  |
| 7.  | «Take a Breath»                                       | 3:26     |  |
| 8.  | «We're All Gonna Die»                                 | 3:19     |  |
| 9.  | «Numb»                                                | 3:41     |  |
| 10. | «Pneumonia»                                           | 7:12     |  |

## Créditos
Underoath
- Spencer Chamberlain – voces, productor
- Tim McTague – guitarras, bajo, productor
- James Smith
- Grant Brandell
- Chris Dudley – teclados, programación, diseño de sonido, productor
- Aaron Gillespie - batería, voces, productor

Músicos adicionales
- Ghostemane: voz (pista 4).

Producción
- JJ Revell – Productor
- Chad Howat – Masterización